# Birkenzeisig
Der Birkenzeisig (Acanthis flammea, Syn.: Carduelis flammea), früher auch Leinfink genannt, ist ein Singvogel aus der Unterfamilie der Stieglitzartigen in der Familie der Finken (Fringillidae). Er ist ein zirkumpolar verbreiteter Brutvogel der gemäßigten und subpolaren Zonen. Viele Autoren sehen die Unterart A. f. cabaret zurzeit (2018) als eigene Art an, den Alpenbirkenzeisig (Acanthis cabaret).

## Beschreibung
Der Birkenzeisig ist etwa 12 bis 14 cm lang und hat eine Flügelspannweite von 13 bis 17 cm.
Das Gewicht beträgt etwa 13 bis 16 Gramm. Die Oberseite ist graubraun gestreift, sein Bauch weiß gefärbt. Der kleine Vogel hat einen karminroten Vorderscheitel und einen undeutlichen weißen Überaugenstreif. Weibchen und Jungvögel haben keine rosarote Brust wie das Männchen.
Sein harter Flugruf klingt wie „tschett-tschett-tschett“.

## Lebensraum

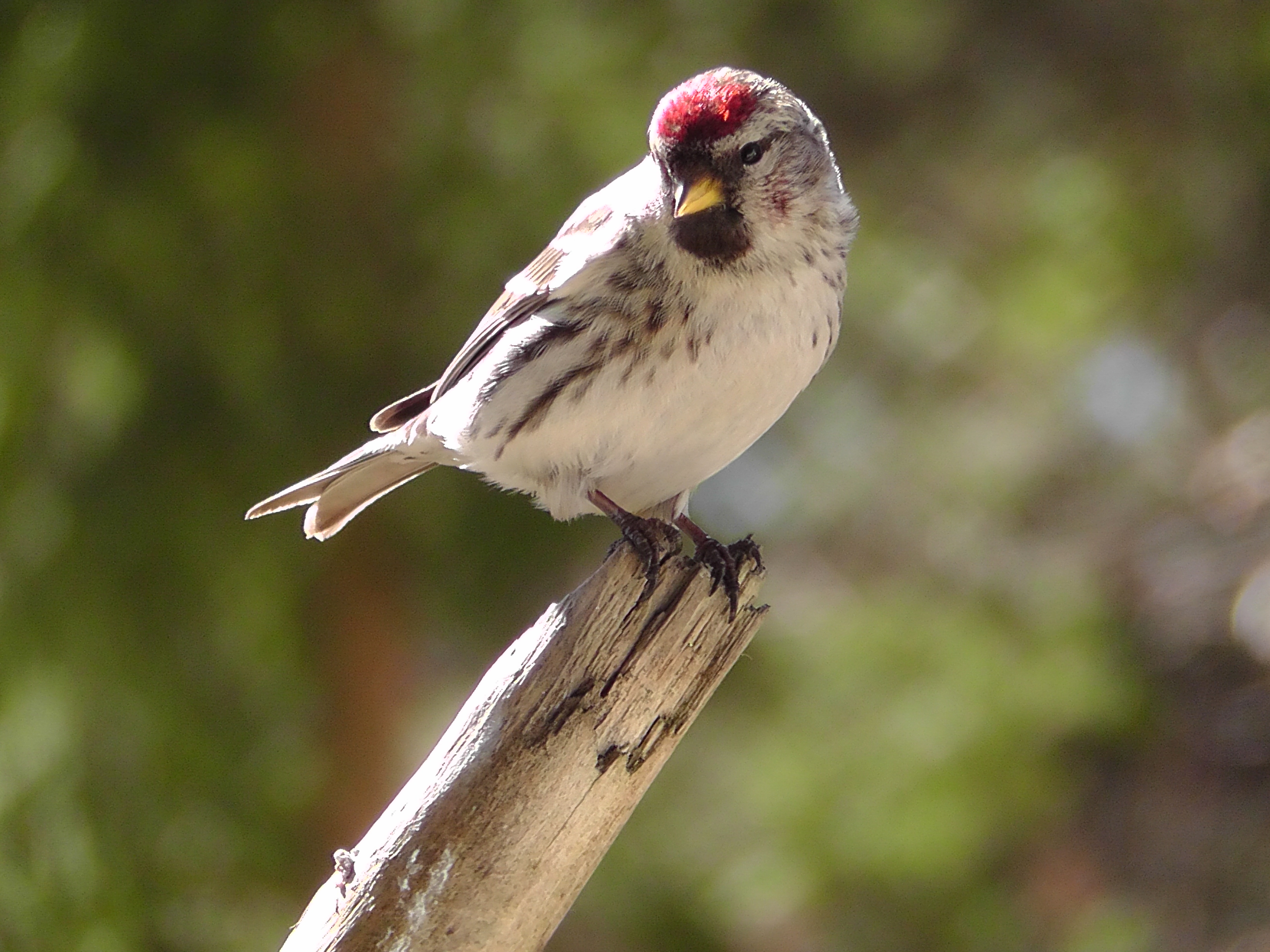
Birkenzeisig Weibchen

Verbreitung des Birkenzeisigs:
Brutgebiete
Ganzjähriges Vorkommen
Migration
Überwinterungsgebiete
Einführungsgebiete

Der Birkenzeisig ist in Europa hauptsächlich in Island, Skandinavien, Irland, Schottland und im Alpenraum zu Hause. Im Winter kommen zusätzlich Birkenzeisige aus dem Norden und verbringen die Zeit in Mittel- und Osteuropa. Außerdem gibt es Birkenzeisige im Nahen und Mittleren Osten sowie in Nord- und Ostasien und im Norden Nordamerikas.
Der Birkenzeisig lebt in Birken-, Lärchen-, Erlen-, Nadelwäldern, Parkanlagen und Gärten. Dort klettert er geschickt im Kronenbereich und ernährt sich von kleinen Sämereien und kleinen Insekten.
Der europäische Bestand wird auf etwa 2 Millionen Brutpaare geschätzt. In Deutschland gibt es ca. 8.500 bis 14.000 Brutpaare. Der Bestand hat im Vergleich zu den 1980er Jahren dabei stark zugenommen, er scheint etwa seit 2000 gleich zu bleiben. Die Art gilt daher, entgegen früheren Annahmen, in Deutschland als ungefährdet. Der Weltbestand wird auf knapp 100 Millionen Tiere geschätzt. Daher wird die Art von der IUCN als ungefährdet eingestuft.

## Fortpflanzung
Die Geschlechtsreife tritt nach einem Jahr ein. Das aus Moos, Zweigen, Halmen und Federn erbaute Nest ist meistens auf Astgabeln von Bäumen oder in Sträuchern befestigt. Das Weibchen legt 4 bis 5 Eier. Die Eier werden in der Hauptbrutzeit Mai bis Juli 10 bis 12 Tage vom Weibchen gewärmt. Während der Brutzeit wird das Weibchen vom Männchen mit Futter versorgt. Die Jungvögel werden nach etwa 2 Wochen flügge.

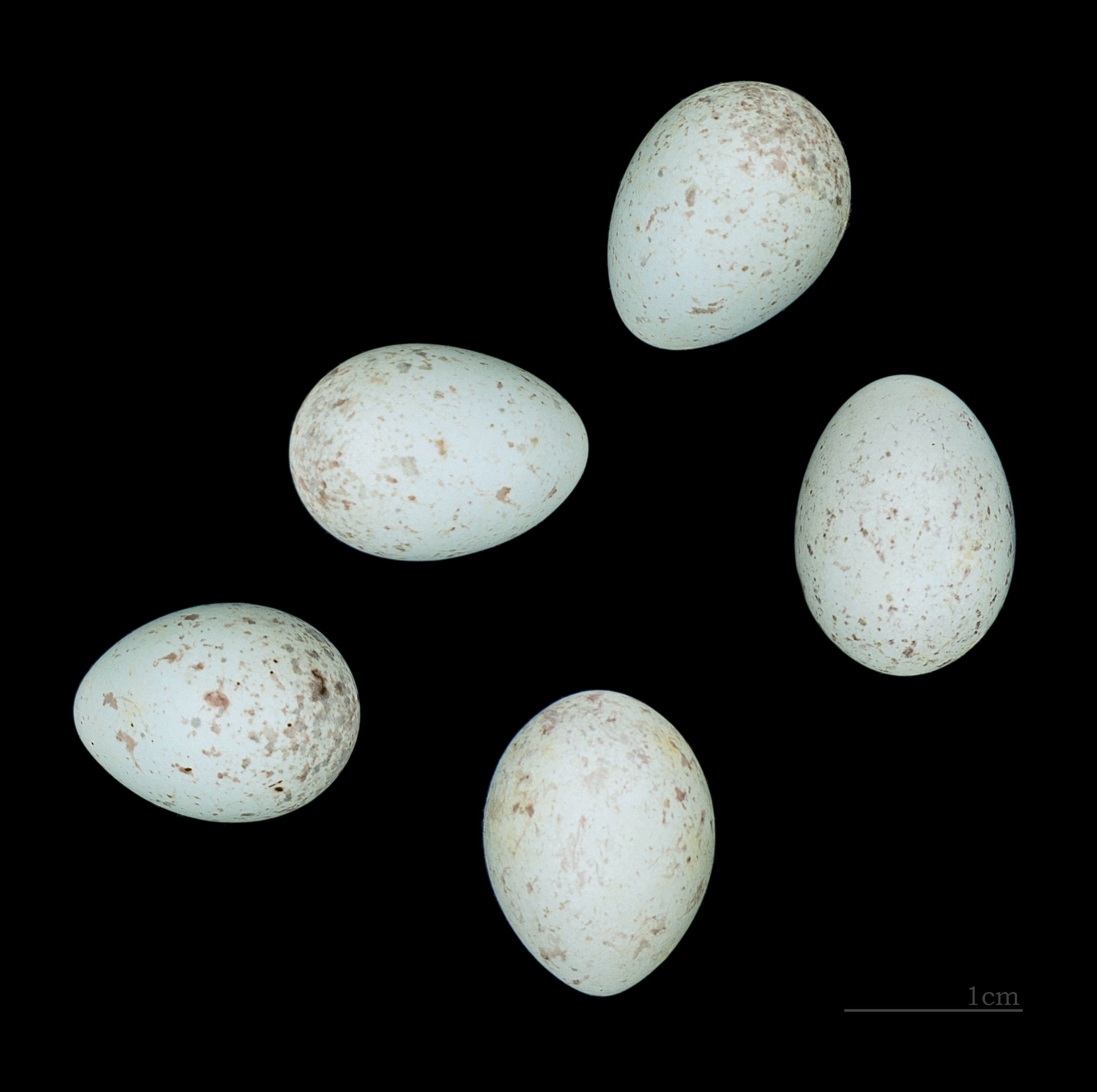
Eier des Taigabirkenzeisigs (Acanthis flammea flammea)
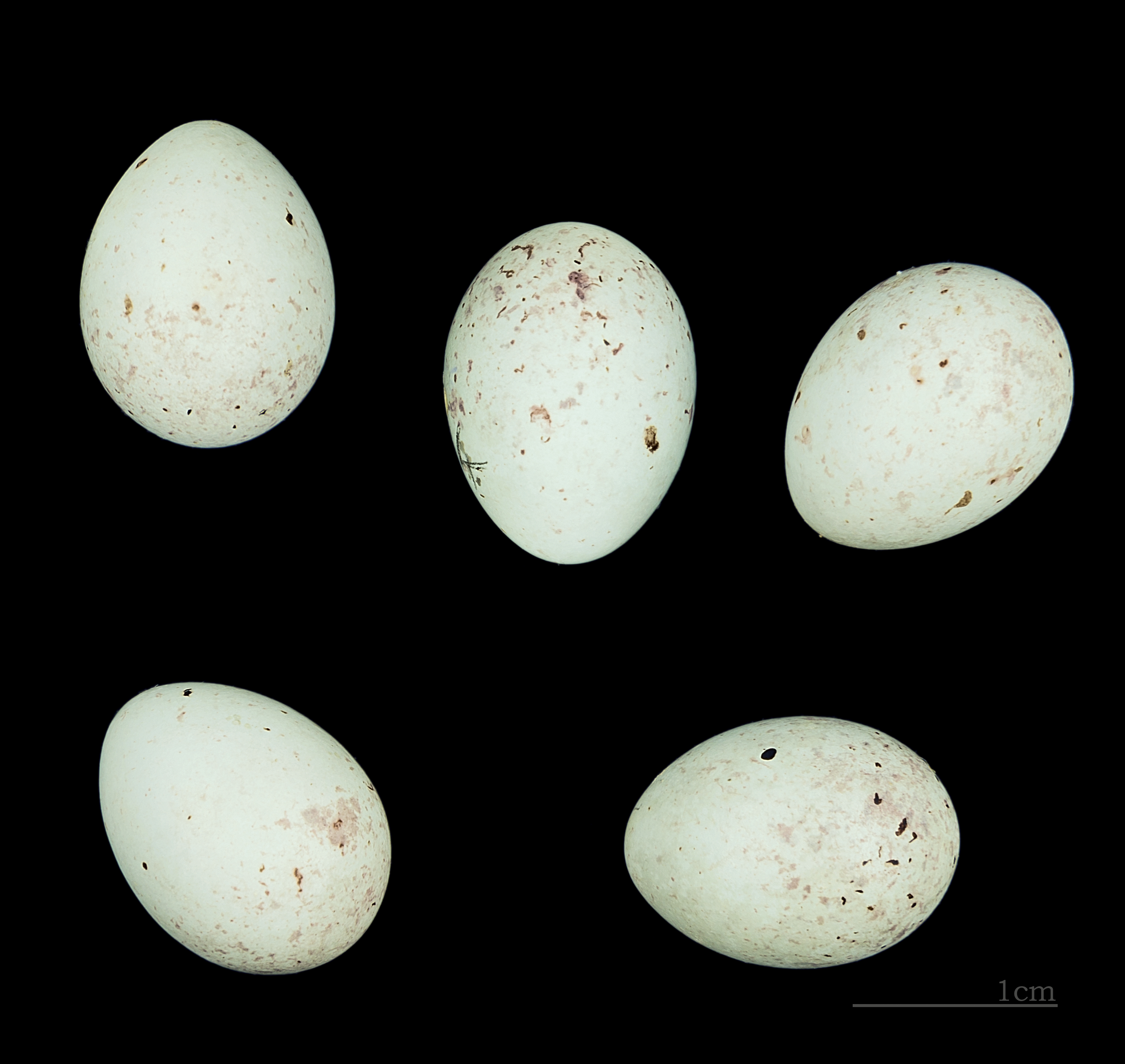
Eier des Alpenbirkenzeisigs (Acanthis flammea cabaret)

## Systematik

### Innere Systematik

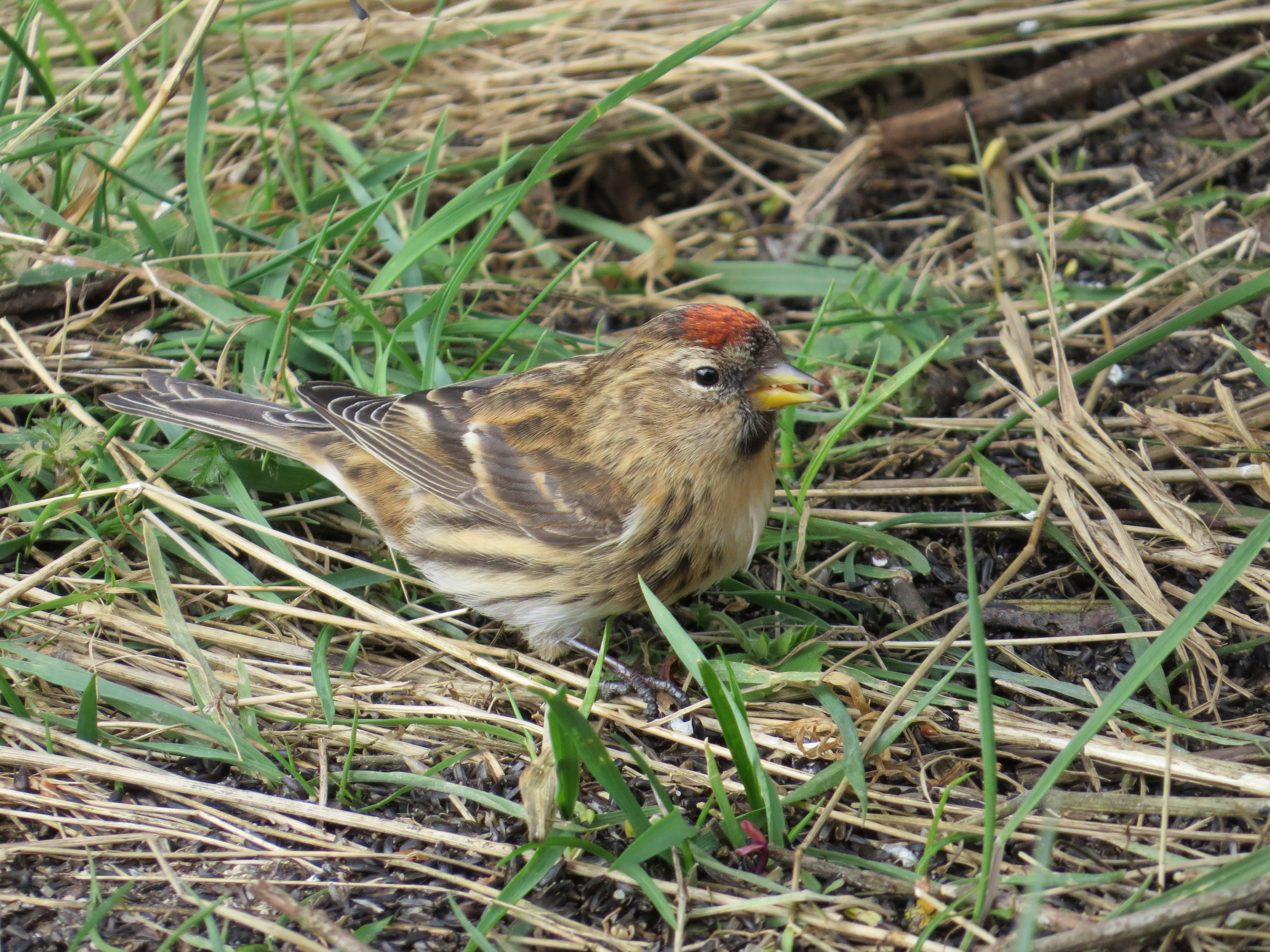
Alpenbirkenzeisig (Acanthis flammea cabaret)

Traditionell werden beim Birkenzeisig drei bis vier Unterarten unterschieden. Diese werden meist in zwei Gruppen unterteilt, die Taiga- und die Alpenbirkenzeisige. Von vielen Autoren werden diese, wie bereits erwähnt, als zwei unterschiedliche Arten behandelt.
- Taigabirkenzeisig
  - A.f. flammea – brütet in Nordeuropa, Sibirien, Alaska und Kanada
  - A.f. rostrata – brütet in Grönland und Nordost-Kanada
  - A.f. islandica – brütet auf Island (wird von einigen Autoren als Variation von A.f. rostrata angesehen)
- Alpenbirkenzeisig
  - A.f. cabaret – brütet in den Alpen, Großbritannien und in jüngerer Zeit auch Südskandinavien (dort sympatrisch mit A.f. flammea). Aus dem Alpenraum erfolgt seit den 1950er Jahren ebenfalls eine Ausbreitung ins nördliche und östliche Zentraleuropa bis nach Deutschland, Polen, die Slowakei und Nordrumänien.

Die Taigabirkenzeisige sind i. Allg. etwas größer und heller gefärbt, entsprechend sind Alpenbirkenzeisige oft eher kleiner und haben bräunlicheres Gefieder.

### Äußere Systematik
Unabhängig davon, ob die hier behandelten Birkenzeisige als eine einzige oder zwei Arten angesehen werden, ist die nächstverwandte Art der Birkenzeisige der Polarbirkenzeisig (Acanthis hornemanni) – die einzige andere Art der Gattung Acanthis. Genetisch sind alle Arten der Gattung sehr nah verwandt und molekulargenetisch kaum trennbar.
Traditionell wurden alle Arten der heutigen Gattung Acanthis in die früher sehr artenreiche Gattung Carduelis eingeordnet. Eine im Jahre 2012 veröffentlichte molekulargenetische Studie der Finkenvögel durch D. Zuccon et al. hat die Beziehungen innerhalb der Stieglitzartigen detailliert aufgeschlüsselt und gezeigt, dass das Schwestertaxon der Gattung Acanthis die Gattung der Kreuzschnäbel (Loxia) ist.

## Belege

### Einzelbelege
1. ↑  Säle, S. 335
2. ↑  Liste der Vogelnamen der IOU IOC World Bird List
3. ↑  Birkenzeisig im Informationssystem Vögel in Deutschland online des Dachverbandes Deutscher Avifaunisten, abgerufen am 22. Juli 2016.
4. ↑  Seutin, G.; Ratcliffe, L. M. & Boag, P. T. (1995) Mitochondrial DNA homogeneity in the phenotypically diverse redpoll finch complex (Aves: Carduelinae: Carduelis flammea - hornemanni). Evolution 49 (5): 962–973. doi:10.2307/2410418
5. ↑  D. Zuccon, R. Prŷs-Jones, P.Rasmussen und P. Ericson: The phylogenetic relationships and generis Limits of finches (Fringillidae). In: Molecular Phylogenetics and Evolution. Band 62, Nr. 2, Februar 2012, S. 581–596, doi:10.1016/j.ympev.2011.10.002 (nrm.se [PDF]).